# John Astor (1923-1987)
 (février 2018).
Si vous disposez d'ouvrages ou d'articles de référence ou si vous connaissez des sites web de qualité traitant du thème abordé ici, merci de compléter l'article en donnant les références utiles à sa vérifiabilité et en les liant à la section « Notes et références ».
Pour les autres membres de la famille, voir Famille Astor.
John Astor (26 septembre 1923 - 27 décembre 1987), est un homme politique britannique.

## Biographie
Fils de John Jacob Astor V et de Violet Mary Elliot-Murray-Kynynmound (en), il suit ses études à Eton College.
Il sert dans la Royal Air Force durant la Seconde Guerre mondiale.
Il est membre de la Chambre des communes de 1964 à 1974.
En 1970, il est nommé secrétaire privé parlemantaire du Ministre du Développement international

## Sources
- (en) Cet article est partiellement ou en totalité issu de l’article de Wikipédia en anglais intitulé « John Astor » (voir la liste des auteurs).